# ناوشکن آراشی
ناوشکن آراشی (به انگلیسی: Japanese destroyer Arashi) یک کشتی بود که طول آن ۱۱۸٫۵ متر (۳۸۸ فوت ۹ اینچ) بود. این کشتی در سال ۱۹۴۰ ساخته شد.